# Сільськогосподарська комуна
Сільськогосподарська комуна – одна з трьох проголошених аграрною програмою партії більшовиків форм колективного господарювання селян, заснованого на відчуженні власності (ін. дві: артіль сільськогосподарська і товариство спільного обробітку землі; див. Колгоспи). Вважалася найбільш "чистою формою" колективного господарювання. Комунари або віддавали всю свою власність у виробничий колектив, або створювали такий колектив на основі засобів виробництва, що передавалися їм державою. В обох випадках вони не мали жодних засобів виробництва у приватній власності.
Ідея комун – створення колективного господарювання працівників, які не мають засобів виробництва у приватній власності, виникла в середовищі людей, які сповідували заперечення приватної власності, товарно-грошових відносин і ринку. Більшовики планували втілити цю ідею в життя селян – виробників с.-г. продукції, які традиційно використовували у праці власні засоби виробництва. Дві інші форми колективного господарювання, пов'язаного з неповним комуністичним відчуженням власності, більшовики почали запроваджувати лише після невдач комуністичного експериментування на селі і через необхідність рахуватися з психологією і настроями самих селян. Селяни ж, не маючи змоги протистояти шаленому тиску д-ви, яка стала комуніст., змушені були погоджуватися на організацію виробничих колективів з певним ступенем відчуження приватної власності.
Неринковий зв'язок між містом і селом більшовики сподівалися налагодити одразу після встановлення в країні своєї диктатури (див. Диктатура пролетаріату). Ще до приходу до влади, 1903, у брошурі "До сільської бідноти" лідер більшовиків В.Ленін намалював таку ідилічну картинку: "Коли робітничий клас переможе всю буржуазію, тоді він відніме землю у великих хазяїв, тоді він організує на великих економіях товариське господарство, щоб землю обробляли робітники разом, спільно, обираючи вільно довірених людей у розпорядники, маючи всякі машини для полегшення роботи, працюючи позмінно не більше восьми (а то й шести) годин на день кожний. Тоді і дрібний селянин, який захоче ще по-старому сам господарювати, господарюватиме не на ринок, не на продаж першому стрічному, а на товариства робітників: дрібний селянин постачатиме товариству робітників хліб, м'ясо, овочі, а робітники будуть без грошей давати йому машини, худобу, добрива, одяг і все, що йому потрібно".
Більшовики від початку робили ставку в організації аграрного виробництва на експропрійовані у поміщиків економії (див. Експропріація експропріаторів), які після їх націоналізації мали управлятися д-вою в особі місцевих рад. Такі госп-ва вони називали рад. госп-вами – радгоспами. Комунам, як колективним госп-вам самих селян, вони спочатку відводили другорядну роль, про с.-г. артілі й т-ва спільного обробітку землі попервах узагалі не йшлося.

## Чорний переділ
Однак селяни, навіть наймити, тобто розорені дрібні власники, прагнули одержати експропрійовану в поміщиків землю у свою власність і самостійно на ній господарювати. Селянство бажало зрівняльного – т. зв. чорного – поділу поміщицької землі. Тому, аби прийти до влади, більшовики змушені були з цим погодитися.
"Чорний переділ" перекреслив сподівання більшовиків на організацію в с. госп-ві великої кількості держ. підпр-в під управлінням рад. Після поділу поміщицьких земель рад. д-ві довелося мати справу уже не з пролетаризованим, а з осередняченим селом, тобто з селянами-власниками. За таких умов питання про організацію комун самими селянами стало надзвичайно актуальним. Альтернативною комунам формою зв'язку між селом та вже націоналізованим народногосп. сектором у містах могла бути, з точки зору більшовиків, тільки продрозкладка – примусова реквізиція продовольства. Більшовики без вагань вдалися до реквізицій. Проте їхні дії створили величезну напруженість у відносинах між д-вою та селянами, спричинили низку повстань і катастрофічне падіння рівня с.-г. вир-ва. Тому вони зосередилися на створенні різних форм колективних госп-в.

## Резолюція "Про колективізацію землеробства"
У січні 1919 Всеросійський з'їзд земельних відділів, комітетів бідноти і комун ухвалив резолюцію "Про колективізацію землеробства". В ній схвалювався підготовлений РНК РСФРР проект декрету "Про соціалістичний землеустрій і про заходи переходу до соціалістичного землеробства". Публікуючи резолюцію з'їзду, газ. "Правда" в редакційному коментарі 19 січ. 1919 зазначила: "Найголовнішим завданням земельної політики є послідовне, неухильне здійснення широкої організації землеробських комун, радянських комуністичних господарств і громадського обробітку землі, які у своєму розвиткові неминуче приведуть до єдиної комуністичної організації всього сільського господарства".
Схвалений з'їздом рад. чиновників проект урядового декрету після тривалої пропагандистської кампанії був затверджений РНК РСФРР 14 лютого 1919. На поч. берез. III з'їзд КП(б)У ухвалив осн. засади земельної політики в УСРР. Ці засади були в УСРР буквально переписані, навіть з текстуальними повторами, з відповідного рос. декрету: "Найголовнішим завданням земельної політики, – зазначалося в них, – є перехід від одноособового господарства до товариського. Радянські господарства, комуни, громадський обробіток землі та інші види товариського землекористування є найкращими засобами для досягнення соціалізму в землеробстві; через те одноосібне землеробство слід розглядати як тимчасове і відживаюче". У берез. 1919 відбувся також VIII з'їзд РКП(б), який ухвалив нову парт. програму. У програмі підкреслювалося, що РКП(б) розглядає організацію рад. госп-в і підтримку всіляких т-в для громад. обробітку землі, аж до комуни, як єдино можливий шлях до абсолютно необхідного підвищення продуктивності землеробської праці.
Теза про продуктивність праці була наскрізь фальшивою. Насправді йшлося про контроль д-ви над с.-г. вир-вом, необхідний для налагодження нетоварного зв'язку між містом і селом. У цей час уже працювали організовані д-вою перші комуни. Вони утворювалися, як правило, на поміщицьких або монастирських землях і одержували від д-ви все необхідне: землю, житлові та госп. будівлі, реманент, грошові позички. Вже перші місяці їхньої роботи засвідчили надзвичайно низьку продуктивність праці комунарів.

## Комунізація українського села 1919
Після завоювання більшовиками укр. земель (див Війна РСФРР і УНР 1918–1919) вони, оскільки тут ще існувало поміщицьке землеволодіння, перетворилися на випробувальний полігон у справі комунізації селянства (див. Комунізація українського села 1919). Керівникам партії здавалося, що пролетаризовані укр. селяни з більшим ентузіазмом, ніж рос. селяни, які вже встигли у своїй масі стати власниками, підтримають курс на утворення комун і радгоспів. Голова РНК УСРР Х.Раковський і нарком земельних справ В.Мещеряков негайно почали втілювати в життя вимоги прийнятої VIII з'їздом РКП(б) програми в галузі аграрного питання. Виступаючи в трав. 1919 на засіданні ЦВК рад, В.Мещеряков підкреслив, що не треба від початку повторювати шлях, пройдений у Великоросії, тобто розподіляти всю землю, розпорошувати її, розтягати і ділити. Далі він вказав на мотив, який був головним у цій справі для уряду: д-ва повинна одержати хліб, який не треба було б вибивати всілякими засобами у селян і який не мав би інших господарів, окрім рад. Незважаючи на паперову кризу, нарком видав і поширив у повітах понад 150 тис. примірників різних пропагандистських матеріалів з апологією комун, у т. ч. інструкції та відозви щодо організації комун.
Об'єктивна оцінка цієї пропаганди містилася в доповідній записці уповноваженого уряду РСФРР при уряді УСРР Д.Гопнера, що адресувалася В.Леніну, М.Калініну і Г.Чичеріну: "В момент, коли село не одержує ні необхідних продуктів, ані знарядь виробництва, коли воно сидить без одягу і без освітлення, – в такий украй гострий і небезпечний момент кидають гасла, практичне значення яких – нуль, але які зате підіймають село дибки проти існуючої влади… Замість того, щоб, як це робилося в багатьох губерніях Великоросії, організовувати і комуни, і радянські господарства там, де це справді можливо, ми розкидаємо щедро незрозумілі і через те виглядаючі небезпечними ідеї в найбільш хліборобній країні".

## Відмова від політики швидкої комунізації
Комунізація укр. села невдовзі привела до тимчасової втрати більшовиками УСРР, і це змусило керівників партії на деякий час відмовитися від політики швидкої комунізації. На V конф. КП(б)У (листоп. 1920) голова ВУЦВК Г.Петровський висловив думку, що вищою формою землеробства у майбутньому повинен стати взагалі не колгосп і, особливо, не комуна, яка працює тільки на себе, а радгосп. У цей же час у газ. "Всероссийская кочегарка" Е.Квірінг писав: "Щоб господарчо зміцнитися, незаможники, крім своєї політичної організації – комнезамів, повинні організовуватися у виробничі артілі й товариства. Це аж ніяк не означає – в сільськогосподарські комуни, де все спільне. Ні, хай у кожного залишиться своє господарство, свій будинок і т. д., а для польових робіт складається артіль, яка спільними силами здійснить ці роботи". Накреслюючи укр. керівникам програму дій політ. організації незаможного селянства, В.Ленін у жовт. 1920 рекомендував: "Всі ці заходи проводити тільки при умові успіху колективного обробітку і під реальним контролем. Комуни поставити на останнє місце, бо найбільш небезпечні штучні лжекомуни".
Альтернативою комун у рамках тієї реальності, в яку самі себе заганяли більшовики створенням "держави-комуни", могла знову стати продрозкладка, але вона загрожувала відновленням громадян. війни.В.Короленко у своїх листах з Полтави, адресованих 1920 А.Луначарському, писав: "Ви зруйнували те, що було органічного у відносинах міста і села: природний зв'язок обміну. Вам доводиться заміняти його штучними заходами, "примусовим відчуженням", реквізиціями за допомогою каральних загонів. Кожний землероб бачить, що в нього беруть те, що він виробив, за винагороду, явно не еквівалентну його праці, і робить свій висновок: ховає хліб в ями. Ви його знаходите, реквізуєте, проходите по селах Росії та України розпеченим залізом, спалюєте цілі села і радієте успіхам продовольчої політики. Проголошуються перемоги комунізму в українському селі, тоді як сільська Україна кипить ненавистю і гнівом, а надзвичайки вже подумують про розстріл сільських заложників".
Остаточно переконавшись на поч. 1921 у неможливості створити ударними темпами підконтрольний плановим органам "держави-комуни" аграрний сектор нар. госп-ва, В.Ленін відновив ринковий зв'язок між містом і селом (див. Нова економічна політика, "Кооперативний соціалізм").

## Повторний комуністичний штурм
Після смерті В.Леніна керівництво партії більшовиків 1929 розпочало повторний комуніст. штурм. Кремлівським вершителям сел. долі здавалося, що "держава-комуна" після 10-річної підготовки зможе здійснити колективізацію за попередньою програмою, тобто комунізувати село. Враховуючи досвід 1919, "підповзання" до комуни вирішили здійснювати без використання цього терміна і поступово (але безперервно): залучаючи селян спочатку до нижчих за рівнем відчуження власності форм – т-в зі спільного обробітку землі (тсозів). Коли селянам вдавалося нав'язати тсози, з ними починали працювати в напрямі зміни статуту тсозу на артільний. Селян, уже залучених до артільної форми господарювання, штовхали далі – у комуну.
Листопадовий (1929) пленум ЦК ВКП(б) ініціював негайний перехід до суцільної колективізації сільського господарства. Створений за його рішенням загальносоюзний наркомат землеробства на чолі з Я.Яковлевим розробив конкретні інструкції з колективізації. 7 груд. 1929 наркомзем УСРР і Укрколгоспцентр опублікували продиктований з Москви Примірний статут т-ва спільного обробітку землі. У ньому пропонувалося усуспільнювати не тільки обробіток землі, але й домашню худобу та птицю.
Тим часом при наркомземі СРСР була створена комісія з керівників парт. к-тів регіонів, яка мала розробити конкретні механізми колективізації. Більшість її членів висловила таке судження: "За основну форму організації на даній стадії повинна бути визнана с/г артіль, в якій колективізовані головні засоби виробництва (земля, реманент, робоча худоба, а також товарна продуктивна худоба) при одночасному збереженні за даних умов приватної власності селянина на дрібний реманент, дрібну худобу, молочні корови тощо, що буде обслуговувати споживчі потреби селянської сім'ї. Кожний подальший крок у бік усуспільнення на шляху до комуни повинен спиратися на безпосередній досвід селян-колгоспників, на зростання в них переконаності у міцності, вигідності і перевагах колективних форм ведення господарства". Одночасно у політбюро ЦК ВКП(б) були подані зауваження заступника голови РНК РСФРР Т.Рискулова від імені меншості. Меншість заперечувала можливість збереження у приватній власності селян дрібного реманенту, молочних корів тощо. "Ця установка, – вказував Т.Рискулов, – об'єктивно спрямована на затягування боротьби з індивідуалістичними прагненнями селянства".
В остаточній редакції постанови ЦК ВКП(б) (вона побачила світ 5 січ. 1930) слова про право селян мати у приватній власності дрібний реманент і молочних корів були зняті. Наркомзему СРСР доручалося в найкоротші строки розробити Примірний статут с.-г. артілі "як перехідної до комуни форми колгоспу". Ця теза про перехідність значно вплинула на Примірний статут, опублікований наркомземом СРСР і Колгоспцентром 6 лют. 1930. Принципова для селян різниця між артільною і комунною формами колгоспу в ньому була навмисно стерта. Заява про можливість утворення підсобного госп-ва виявилася декларацією, тому що в документі не визначалися розміри присадибної ділянки і не унормовувалося право колгоспника тримати корів і дрібну худобу.
Селяни йшли в колгоспи під шаленим адм.-чекістським тиском. Тиск породжував опір, який був неорганізованим, але проявлявся всюди. Селяни однаково реагували в усіх регіонах на безрозмірні хлібозаготівлі, розкуркулення, усуспільнення корів і дрібної худоби, руйнування храмів. 11 лют. 1930 в ЦК ВКП(б) відбулася нарада секретарів ЦК союзних республік, а 21 лют. – нарада секретарів крайових і обласних парт. к-тів РФСРР і УСРР. На обох нарадах керівники парткомів охарактеризували становище в країні як дуже загрозливе, але не пропонували дати "задній хід" здійснюваним перетворенням. 26 лютого в ЦК ВКП(б) з Харкова прийшла телеграма від П.Любченка і Г.Петровського. Обидва керівники повідомляли про факти "грубого перекручення партійних директив" на місцях. Термінологія телеграми (перекручення, головотесність місц. працівників) була згодом використана Й.Сталіним у статті "Запаморочення від успіхів". Ні в чому не звинувачуючи Кремль, П.Любченко і Г.Петровський фіксували наявність "селянського руху" проти колективізації.
В останні дні лютого аналогічні повідомлення надійшли з Алма-Ати (нині м. Алмати, Казахстан), Воронежа і Рязані (обидва нині міста в РФ). Шляхом опитування (28 лют.) у протокол засідання політбюро ЦК ВКП(б) від 5 берез. 1930 була внесена постанова, якою передбачалося створити комісію для вирішення за 24 години питання про статут колгоспів з тим, щоб він уже 2 берез. був опублікований у газетах. Одночасно в газетах мала з'явитися стаття Й.Сталіна з роз'ясненням остаточної редакції статуту і лінії партії щодо колективізації.

## "Запаморочення від успіхів"
У статті "Запаморочення від успіхів" генсек заявив без маневрування і обмовок: "Артіль є основною ланкою колгоспного руху, тому що вона є найдоцільнішою формою розв'язання зернової проблеми". У різких виразах говорилося про неприпустимість посилення колг. руху засобами адміністрування. Колективізаційний смерч був припинений в СРСР на півроку.
Представники місц. влади гостро сприйняли відверто несправедливі звинувачення у "перегинах". Й.Сталін змушений був удатися до невластивої йому відвертості. У закритому листі "Про завдання колгоспного руху у зв'язку з боротьбою з викривленнями партійної лінії" (2 квіт. 1930) ситуація, яка створювалася в кінці лютого – на початку березня, характеризувалася в таких виразах: "У лютому місяці в Центральний Комітет надійшли відомості про масові виступи селян в ЦЧО, на Україні, у Казахстані, Сибіру, Московській обл. Ці відомості визначили стан, який не можна назвати інакше, як загрожуючий. Якби не були тоді негайно вжиті заходи проти викривлення партлінії, ми мали б тепер широку хвилю повстанських селянських виступів, добра половина наших низових робітників була б перебита селянами, була б зірвана сівба, було б підірване колгоспне будівництво і був би поставлений під загрозу наш внутрішній і зовнішній стан. Цим було викликане втручання ЦК, зміна Статуту с/г артілі і опублікування за спеціальною постановою ЦК статті т. Сталіна “Запаморочення від успіхів”".
Після виходу в світ книги Лінн Віоли "Селянські повстання при Сталіні" (Нью-Йорк, Оксфорд, 1996) стали зрозумілими масштаби сел. заворушень у прикордонній з Європою УСРР. В УСРР 1930 відбулося 3208 заворушень, у них взяли участь 956 тис. осіб, на Пн. Кавказі відбулося 926 заворушень, у них взяли участь 227 тис. осіб. У момент найвищого піднесення в СРСР сел. заворушень у березні 1930 45% їхньої заг. кількості (2945 з 6528) дала УСРР.
Пострадянська історіографія певний час трактувала статтю "Запаморочення від успіхів" як "гру на публіку". Але така оцінка є поверховою. Насправді ж стаття засвідчила, що Й.Сталін і очолювана ним партія врешті-решт погодилися з тим, що колгосп є артіллю, і тільки. Хоч у наступні рад. десятиліття через ідеологічні причини ніхто в СРСР не міг твердити про наявність приватної власності в руках колгоспника, однак така власність (присадибна ділянка, корова й телиця, дрібна худоба і птиця) все-таки існувала (хоча й під виглядом особистої власності).
Приватна власність навіть у таких обмежених розмірах допомагала колгоспнику виживати. Разом з тим "крихти" приватної власності в с.-г. вир-ві відігравали роль амортизатора у відносинах між містом і селом. Певна частка заробітної плати, яку одержували працівники держ. сектору, могла "отоварюватися" завдяки продукції з присадибної ділянки колгоспника. 1932 була допущена т. зв. колг. торгівля за цінами попиту і пропозиції, але насправді продавати продовольчі товари міг кожний бажаючий. Колгоспники або одноосібники одержували за продану на вільному ринку продукцію гроші, яких не могли здобути ін. способом. Робітники та службовці мали можливість поліпшити свій раціон, оскільки карткова система постачання не задовольняла їхніх потреб.

## Замість комуни - артіль
Замість комуни, яка була органічною частиною комуніст. вир-ва в його теор., ніколи не реалізованому вигляді, в СРСР утвердилася артіль – "дволикий Янус". Одним своїм "ликом" вона була обернена до планової директивної економіки, а другим – до ринкової економіки, до вир-ва, яке функціонувало завдяки природній зацікавленості працюючих. Артільна форма колективного вир-ва (колгоспу) вимагала наявності товарно-грошових відносин, причому не тільки в обмеженій сфері с.-г. вир-ва, а й в усій економіці.
Диспропорції рад. економіки, які були їй органічно властиві як планово регульованій, пом'якшували два її ринкові "лики" – вільний вибір місця праці та присадибна ділянка. Вільний вибір місця праці став надбанням робітн. класу без усяких зусиль з його боку (лише під час першого комуніст. штурму 1918–20 більшовики спробували мілітаризувати робочу силу). Присадибну ділянку колгоспники відвоювали собі самі. Ці два чужорідні для комуніст. економіки елементи зробили можливим її існування. Разом з тим, хоча комуніст. економіка й була неефективною порівняно з ринковою, однак вона давала можливість використовувати колосальний мобілізаційний ресурс, яким володіла від природи. Тривалий час і вона, і СРСР існували саме тому, що СРСР мав величезний людський потенціал і майже невичерпні сировинні ресурси.
Ті, хто узаконив колгоспи як артілі і тим самим зробив відступ від програми РКП(б) 1919 в частині комунізації села, не усвідомлювали фундаментальності вчиненого. Й.Сталін завжди вважав ці дії лише тактичними. У резолюції XVI з'їзду ВКП(б) "Про колгоспний рух і піднесення сільського господарства" (черв.–лип. 1930) підкреслювалося, що на даній стадії осн. формою колгоспу є с.-г. артіль, але водночас висловлювалася переконаність у тому, що "колгоспний рух може підсилитися до вищої форми – до комуни". Лише 1933 Й.Сталін фактично був змушений остаточно відмовитися від побудови колг. ладу у формі комун